# Devagar com a Louça
Devagar com a Louça foi um programa humorístico da TV Tupi Rio de Janeiro exibido de 1961 até 1963, aos sábados, após o Repórter Esso às 20 horas e vinte minutos. Dentre os humoristas que participavam do programa, destacavam-se Brandão Filho, Riva Blanche,  Nádia Maria, Elza Gomes, Henriqueta Brieba, Orlando Drummond, Zezé Macedo e muitos outros.